# Lizil hidroksilaza
Lizil hidroksilaza (prokolagen-lizin 5-dioksigenaza) je oksigenazni enzim koji katalizuje hidroksilaciju lizina u hidroksilizin. Ova reakcija je neohodna za formiranje i stabilizaciju kolagena. Ona se odvija nakon sinteze proteina (kao posttranslaciona modifikacija). Ovaj protein je homodimerni enzim koji je vezan za membranu i koji je lociran na hrapavom endoplazmatičnom retikulumu.
Za dejstvo lizil hidroksilaze su neophodni gvožđe i vitamin C kao kofaktori.

## Patologija
Deficijencija ovog enzima je povezana sa Elers-Danlosov sindromom (tipa 6).

## Literatura
- Nicholas C. Price; Lewis Stevens (1999). Fundamentals of Enzymology: The Cell and Molecular Biology of Catalytic Proteins (Third изд.). USA: Oxford University Press. ISBN 019850229X.
- Eric J. Toone (2006). Advances in Enzymology and Related Areas of Molecular Biology, Protein Evolution (Volume 75 изд.). Wiley-Interscience. ISBN 0471205036.
- Branden C; Tooze J. Introduction to Protein Structure. New York, NY: Garland Publishing. ISBN 0-8153-2305-0.
- Irwin H. Segel. Enzyme Kinetics: Behavior and Analysis of Rapid Equilibrium and Steady-State Enzyme Systems (Book 44 изд.). Wiley Classics Library. ISBN 0471303097.

## Spoljašnje veze
- Lysyl+Hydroxylase на 